# Nürnberg-Marathon
Der Nürnberg-Marathon ist ein Marathon in Nürnberg, der von 1978 bis 1981, von 1983 bis 1993 und in einer dritten Auflage am 2. Mai 2004 und am 24. April 2005 stattfand. Die erste und die dritte Auflage wurde vom TSV Katzwang organisiert. Als weiterer Wettbewerb wurde 2005 ein Halbmarathon angeboten. 
2006 wurde die Laufveranstaltung eingestellt, da die Sponsorengelder zur Fußball-WM 2006 flossen.

## Strecke
Die Strecke führte nach dem Start an der Zeppelintribüne auf dem Reichsparteitagsgelände auf asphaltierten Straßen an den Rand der historischen Nürnberger Altstadt. Dort lief man an der Lorenzkirche vorbei durch die Fußgängerzone im Zentrum Nürnbergs.
Schließlich verließ man die Nürnberger City auf befestigten Fußwegen und gelangte in die grüne Parklandschaft entlang des Wöhrder Sees. 2005 befand sich das Ziel im Nürnberger Franken-Stadion.

## Statistiken

### 2004
- Schnellste Läufer: Hannes Schmidt (2:36:06) und Maria Bak (2:54:49)
- Finisher: 1736 (1527 Männer und 210 Frauen)[4]

### 2005
- Schnellste Läufer (Marathon): Hannes Schmidt (2:36:16) und Jutta Kolenc (3:12:43)
- Schnellste Läufer (Halbmarathon): Bernd Hagen (1:14:19) und Nicole Kresse (1:28:30)
- Marathon-Finisher: 1144 (998 Männer und 146 Frauen)
- Halbmarathon-Finisher: 1496 (1159 Männer und 337 Frauen)[5]